# Jacopo Artaldo Castelvì
Jacopo Artaldo Castelvì (Cagliari, 27 dicembre 1606 – Cagliari, 9 luglio 1671) è stato un politico e militare italiano.

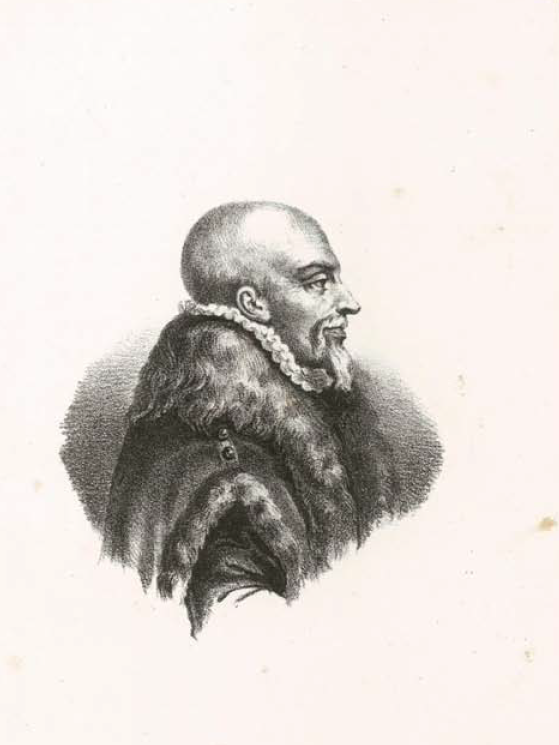
Ritratto del marchese di Cea

Fu avviato molto precocemente alla carriera delle armi, prese parte alla Guerra di successione di Mantova e del Monferrato con il grado di capitano di fanteria, ottenendo l'encomio del generale Ambrogio Spinola. Qualche anno dopo combatté nella Guerra dei trent'anni sul fronte delle Fiandre, dove si guadagnò il grado di sergente maggiore e un seggio nel Consiglio di guerra di quegli Stati.
Mentre rientrava in Sardegna, presumibilmente nel 1639, per succedere al padre nella carica di procuratore reale, nelle acque di Alghero fu catturato da corsari bisertini e ceduto come schiavo al principe vassallo dell'impero ottomano di Algeri, dove rimase fino al 1642 quando fu liberato su riscatto. 
Rientrò in Sardegna dove, alla morte del padre nel 1650, gli successe nel titolo di marchese di Cea e prese possesso della carica.